# 히라야촌 (교토부)
히라야촌(일본어: 平屋村)은 일본 교토부 기타쿠와다군에 설치되었던 촌이다. 현재의 난탄시에 해당한다.